# 州間高速道路87号線 (ニューヨーク州)

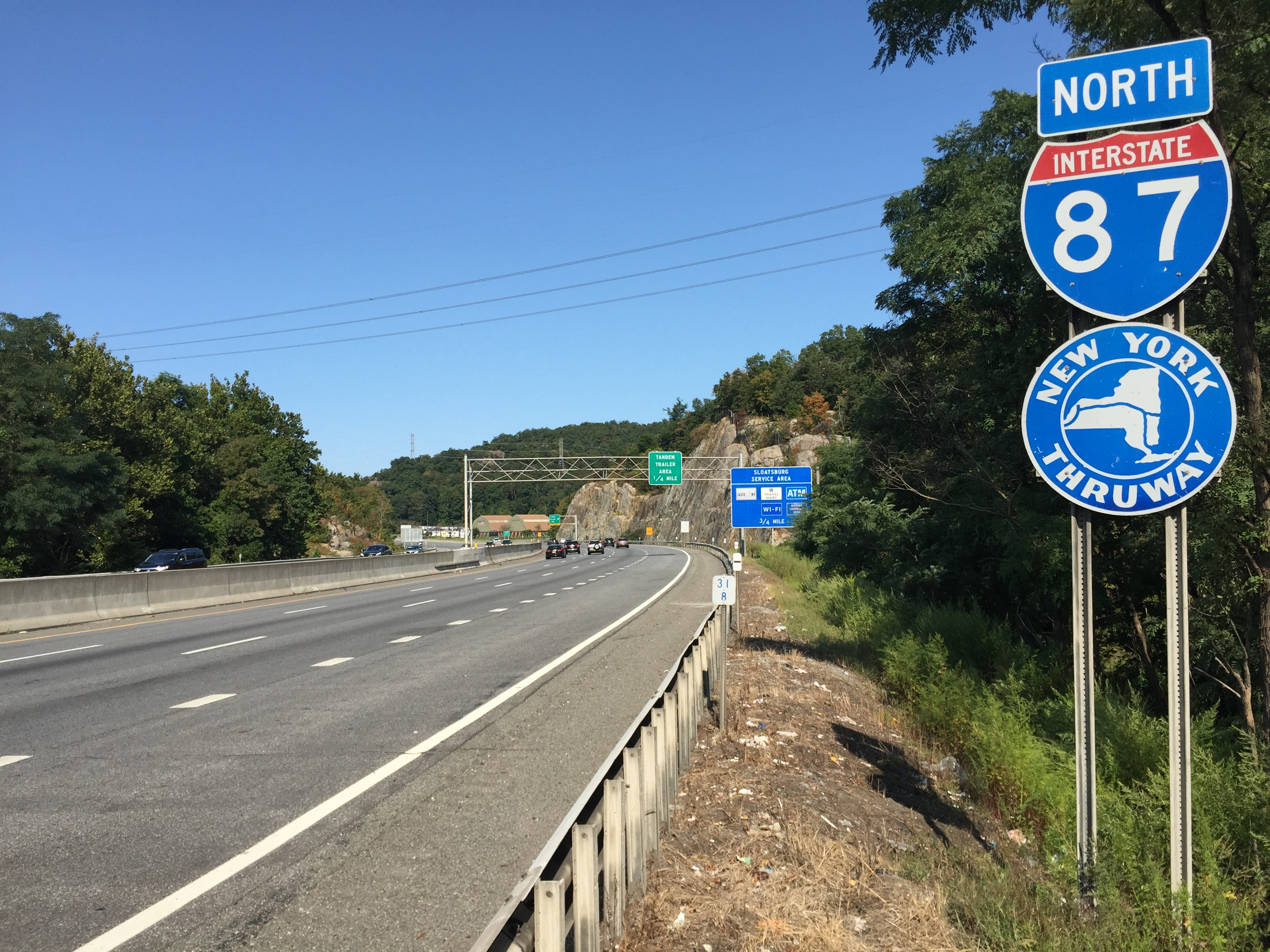
ロックランド郡にあるI-87の標識。その下にニューヨーク・ステート・スルーウェイの標識も見える。

州間高速道路87号線（しゅうかんこうそくどうろ87ごうせん、英語: Interstate 87、別名：I-87）はアメリカ合衆国ニューヨーク州で南北を結ぶ州間高速道路で、全長で333.49マイル（536.70キロメートル）である。同州南のニューヨーク市から出て北へ、州都地域（Capital District）を経て、カナダ国境まで。ノースカロライナ州の州間高速道路87号線とはつながっている訳ではない。
I-87は州間高速道路システムが始まった1953年に番号が決まり、州都オールバニの南では
- ディーガン少佐高速道路（Major Deegan Expressway）
- ニューヨーク・ステート・スルーウェイ

を利用し、オールバニの北では
- アディロンダック・ノースウェイ（Adirondack Northway）

を使っている。
I-87上で東西に結ぶ州間高速道路は、
- 州間高速道路287号線（Interstate 287、別名：Cross-Westchester Expressway）
- 州間高速道路84号線（Interstate 84）
- 州間高速道路90号線

である。

## 写真集

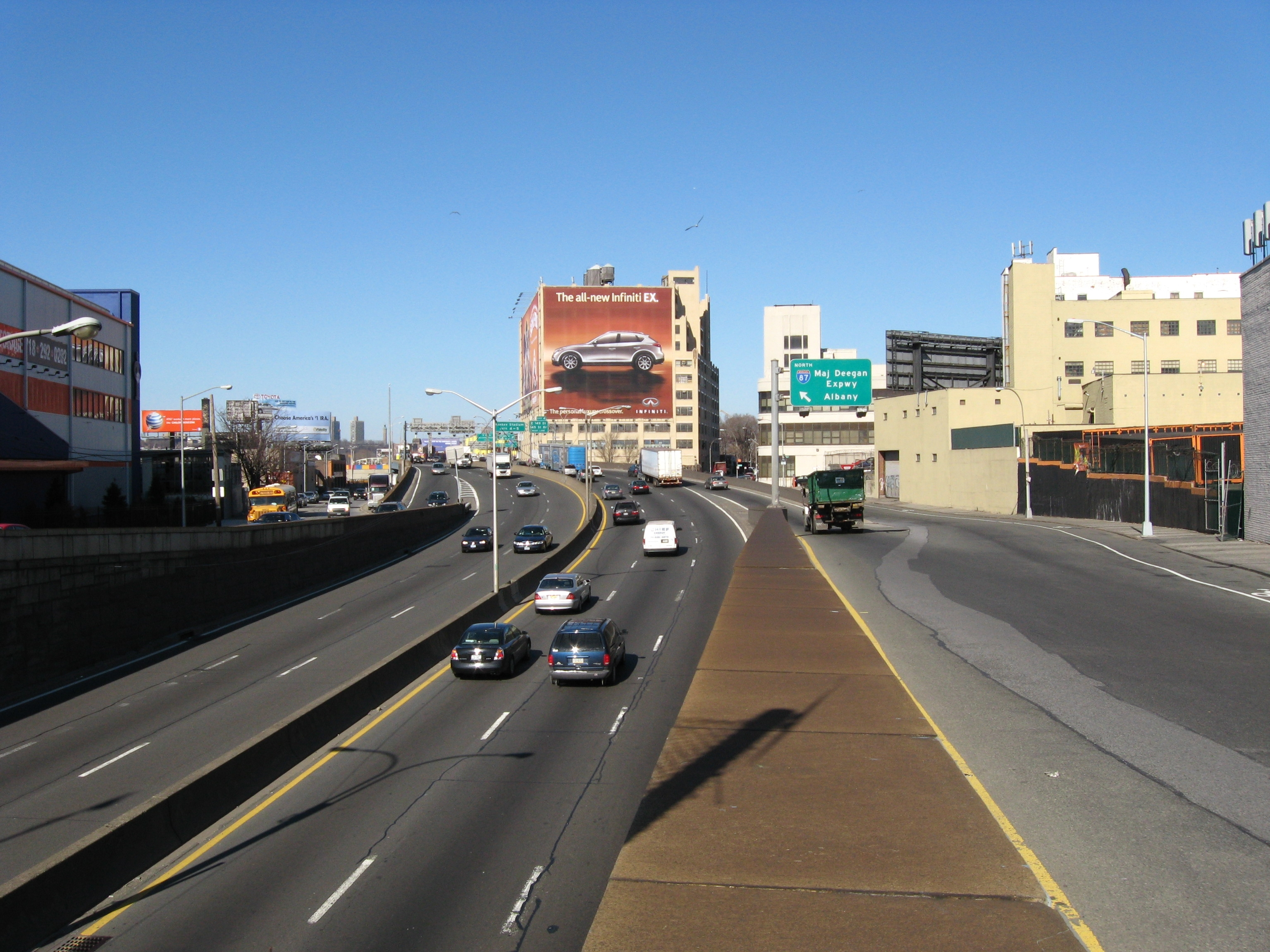
ニューヨーク市138丁目でディーガン少佐高速道路を見る
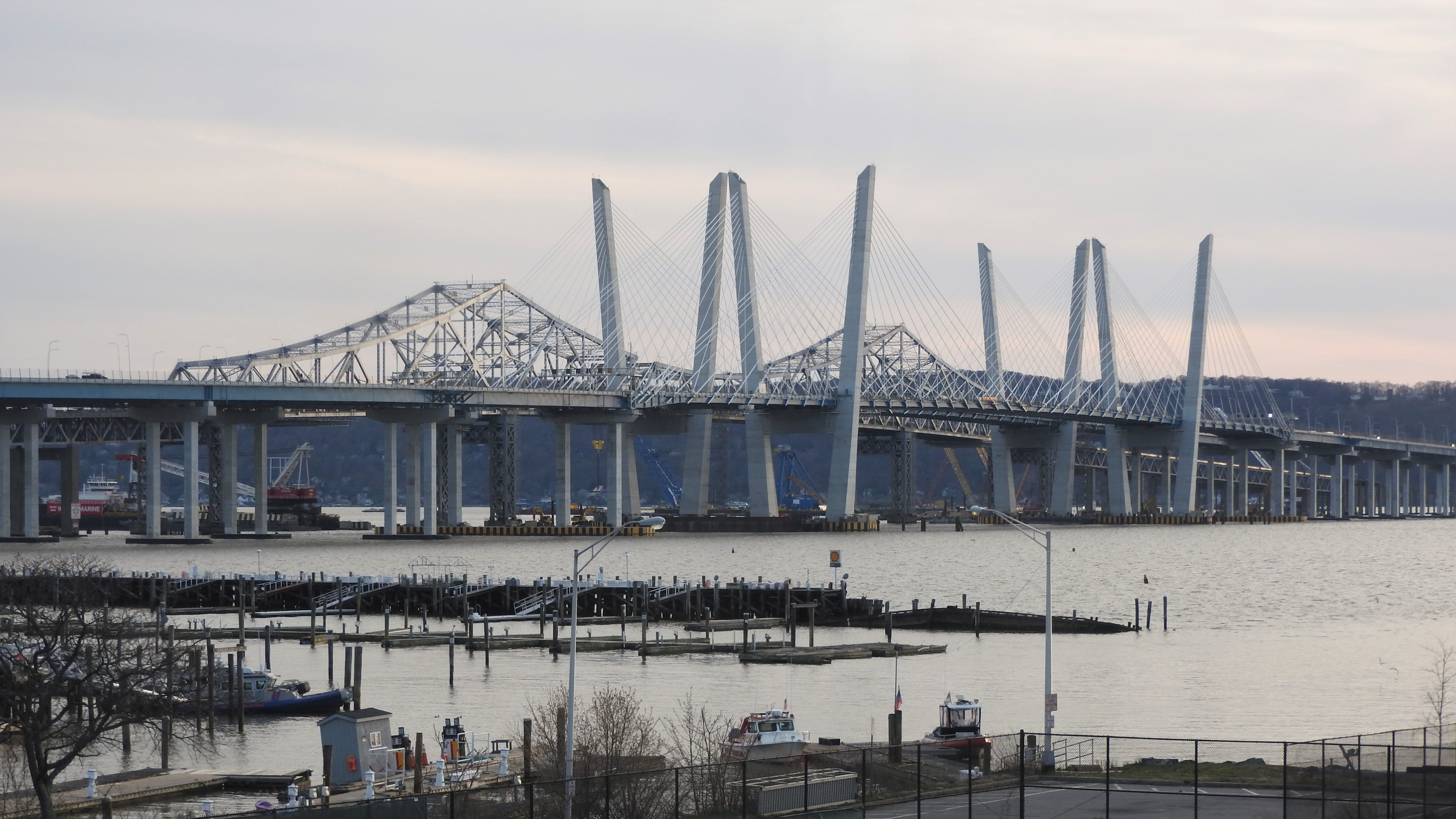
タッパン・ジー・ブリッジで西へハドソン川を越える（2018年撮影）
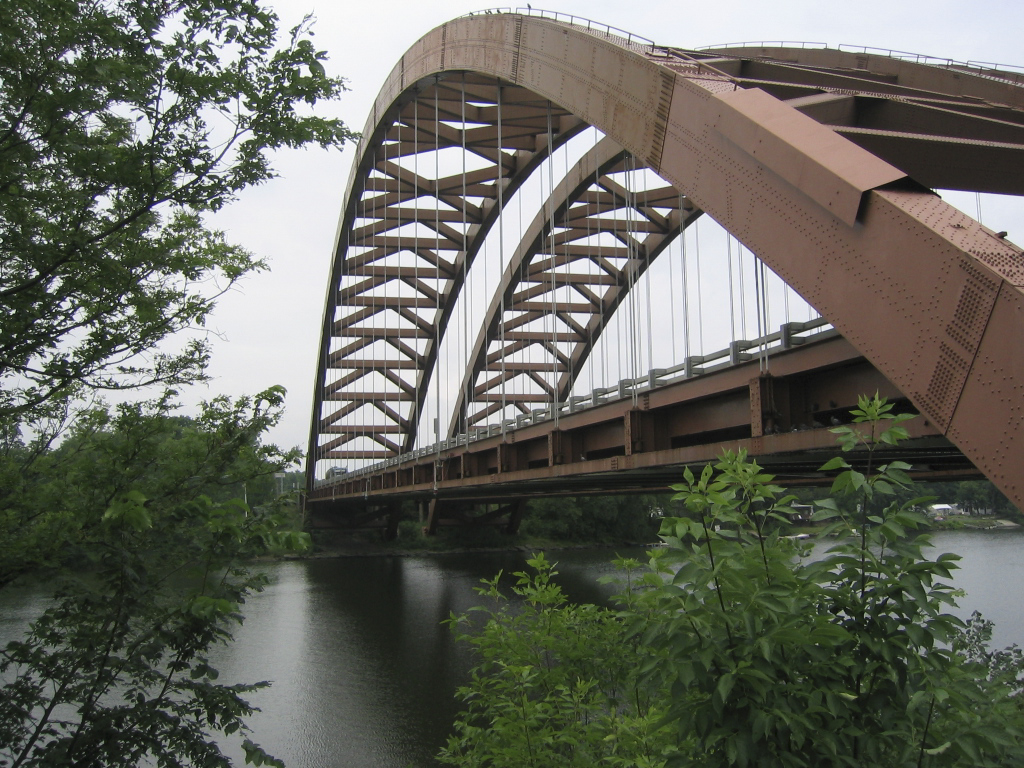
オールバニのタデウシュ・コシチュシュコ橋でモホーク川を超える
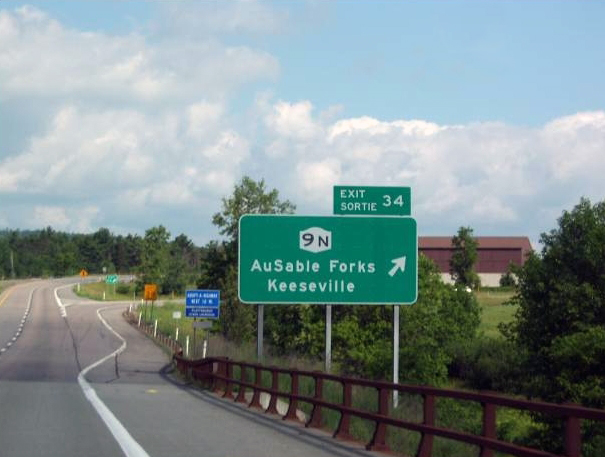
カナダ・ケベック州に近づいて、EXIT / SORTIE（出口）と英仏両語で見る

## 参照項目
- 州間高速道路システム